# Warmblood lourd

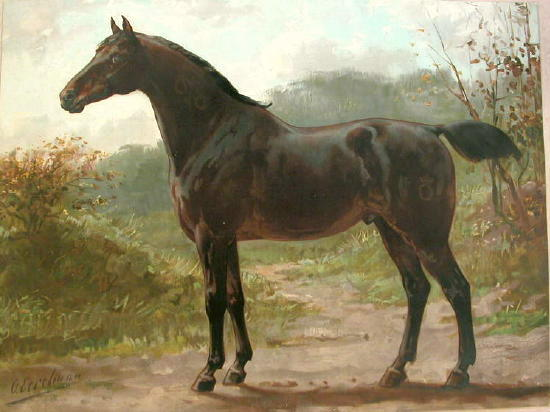
Lithographie de 1898 représentant un cheval Alt-Oldenbourg, un type de Warmblood lourd.

Le warmblood lourd (allemand : Schwere Warmblüter) est un groupe de races de chevaux, principalement originaire d’Europe continentale. 

## Définition
Ce groupe comprend les Ostfriesen (Frison oriental) et Alt-Oldenburger (Vieil-Oldenbourg), Groningen, ainsi que des chevaux proches originaires de Silésie, de Saxe-Thuringe et de Bavière. Des races comme les Nonius, Kladruber et Cleveland Bay sont également souvent classées dans la catégorie « à sang chaud ». En raison de leur grande proximité génétique, l'Ostfriesen / Alt-Oldenburger, le Sang-chaud lourd de Saxe-Thuringe, et l'Alt-Württemberger (depuis 2013) sont classés dans le même groupe de races.
Ces chevaux sont les ancêtres du warmblood moderne, et sont généralement élevés par des groupes de préservation pour correspondre au modèle du cheval utilitaire polyvalent d'avant la Première Guerre mondiale. Contrairement aux registres des chevaux de sport qui les ont suivis, de nombreux registres de warmblood lourds conservent des livres généalogiques fermés ou partiellement fermés. Cependant, l’évaluation externe et les tests de performance des reproducteurs restent un élément clé de ces registres. Bon nombre de ces chevaux sont choisis principalement pour leur tempérament familial. 